# Raïon d'Alnachi
Le raïon d'Alnachi (russe : Ална́шский райо́н; oudmourte : Алнаш ёрос, Alnaš joros) est un raïon de la république d'Oudmourtie en Russie.

## Présentation
La superficie du raïon, créé en 1929, est de 896 kilomètres carrés.  
Le chef-lieu est le village d'Alnachi. Au total, le raïon comprend 12 communes rurales. 
Le raïon est situé dans la partie sud de l'Oudmourtie. 
Au nord, il est bordé par le raïon de Mojga , à l'est et au sud par les raïon d'Agryz et de Mendeleevski du Tatarstan, et à l'ouest par le raïon de Grahovo.
Le raïon a des gisements de charbon, de lignite et de cuivre.
72% de la superficie est constituée de terres agricoles, 18% de forêts et 1% de plans d'eau.
Le raïon est desservi par le chemin de fer entre Agryz et Naberezhnye Chelny.
Le raïon  est aussi traversé par l'autoroute   (Moscou-Vladimir-Nizhny Novgorod-Oufa) et par l'autoroute Р320 (Ijevsk-Naberejnye Chelny).
La distance entre le centre du raïon et la capitale Ijevsk de la république d'Oudmourtie est de 128 kilomètres.

## Démographie
La population du raïon a évolué comme suit:
| 2008   | 2009   | 2010   | 2011   | 2012   | 2013   |
| ------ | ------ | ------ | ------ | ------ | ------ |
| 22 892 | 20 794 | 20 403 | 20 373 | 19 926 | 19 562 |

| 2014   | 2015   | 2016   | 2017   | 2018   | 2019   |
| ------ | ------ | ------ | ------ | ------ | ------ |
| 19 355 | 19 209 | 18 997 | 18 789 | 18 617 | 18 422 |

| 2020   | 2021   | - | - | - | - |
| ------ | ------ | - | - | - | - |
| 18 242 | 20 544 | - | - | - | - |

## Galerie

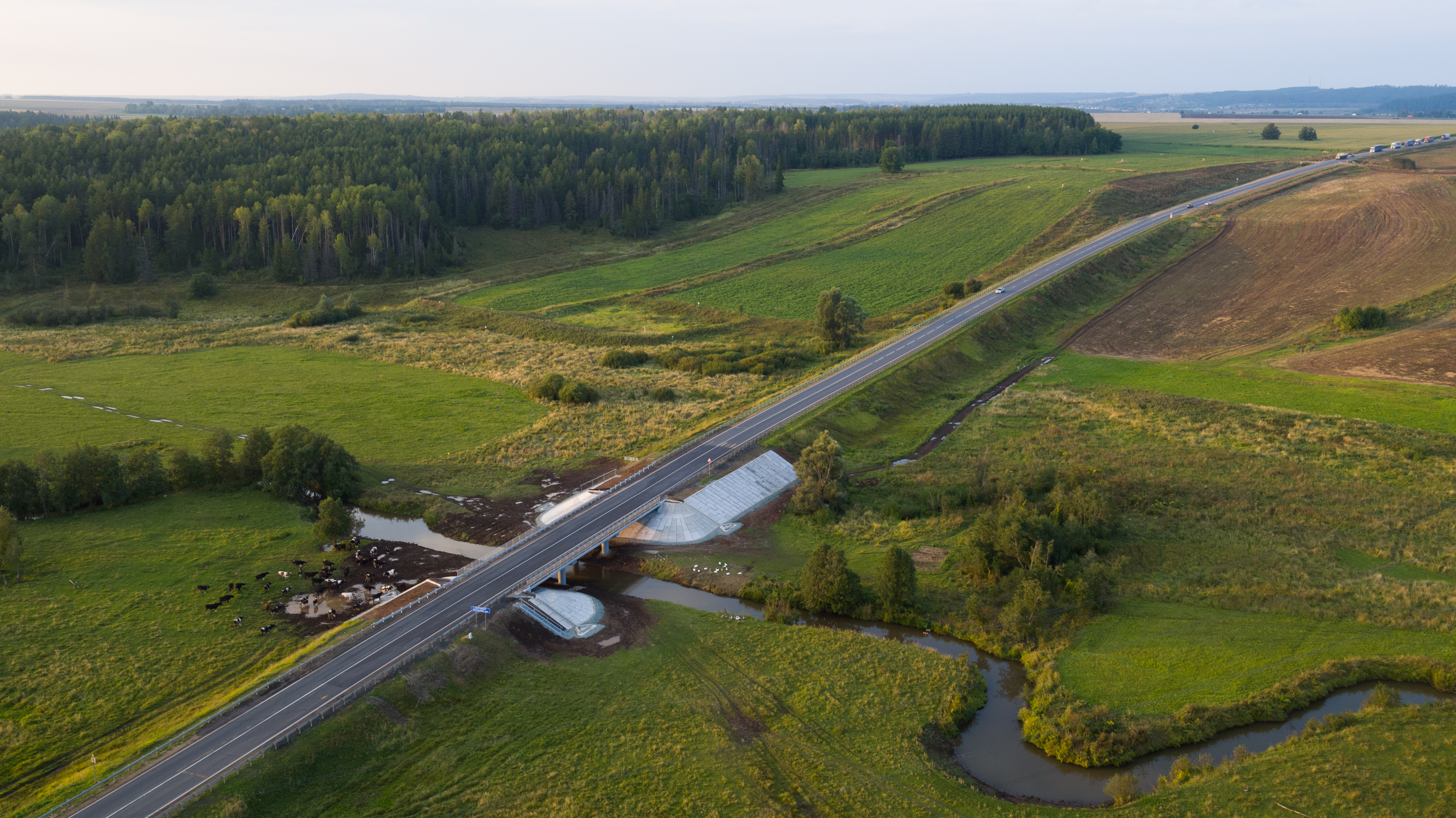
La enjambant la rivière.